# در جستجوی افتخار ۵: اژدهای آتش
در جستجوی افتخار ۵: اژدهای آتش (به انگلیسی: Quest for Glory V: Dragon Fire) یک بازی ویدئویی به سبک اکشن نقش آفرینی است که توسط شرکت سییرا اینترتینمنت در سال ۱۹۹۸ برای مایکروسافت ویندوز و مکینتاش منتشر شده‌است. این بازی پنجمین و آخرین قسمت از سری بازی‌های در جستجوی افتخار است.

## خلاصه داستان
بازی با معرفی شخصیت بازیکن (قهرمان) توسط جادوگر اراسموس به پادشاهی سیلماریا - که شبیه به یونان باستان است - آغاز می‌شود. پادشاه این سرزمین به تازگی ترور شده و به همین مناسبت، مراسم سنتی "آیین‌های حکمرانی" در حال برگزاری است که برنده آن به عنوان پادشاه جدید تاجگذاری خواهد شد.
قهرمان داستان با کمک‌های اراسموس، رکیش و بسیاری از دوستان قدیمی از بازی‌های قبلی این سری، در این مسابقه شرکت می‌کند. رقبای اصلی او شامل:
۱. کوکینو پوکامیسو - محافظ سیلماریا
۲. مگنوم اوپوس - فرمانده جنگ‌اور
۳. گورت - جنگجوی تنومند و قدرتمند
۴. السا فون اشپیلبورگ - جنگجویی که در اولین بازی این سری نقش مهمی ایفا کرده بود
این مسابقه زمینه‌ساز ماجراهای جدید قهرمان در سرزمین سیلماریا می‌شود و بازیکن باید با غلبه بر این رقبای سرسخت، راه خود را به سوی تاج و تخت هموار کند.